# أشرف دهقاني
أشرف دهقاني (ولدت في عام 1949) هي ثورية شيوعية إيرانية، اشتهرت لكونها زعيمة فدائيي خلق. مع تعرفها على الأفكار السياسية التقدمية منذ سنين طفولتها، إلى جانب شقيقها، انضمت دهقاني إلى فدائيي خلق، لتكون المرأة الوحيدة في اللجنة المركزية.
في عام 1971، بعد فترة قصيرة من بدء فدائيي خلق صراعهم المسلح ضد الدولة البهلوية، تعرضت دهقاني للاعتقال والسجن من قبل السافاك. في السجن، تعرضت دهقاني بصورة منتظمة للتعذيب والاغتصاب، وهو ما روت تفاصيله في مذكراتها. زادت الفترة التي أمضتها في السجن من قوة اقتناعها بالمادية التاريخية وطورت وجهة نظرها حول معاداة السلطوية والنسوية. في عام 1973، فرت دهقاني من السجن وانضمت مجددًا إلى فدائيي خلق، لتصبح الشخصية القيادية في فصيل أقصى اليسار التابع للفدائيين بعد الثورة الإيرانية. في حين أن غالبية فدائيي خلق كانوا قد تخلوا عن الصراع المسلح وقبلوا بسلطة الجمهورية الإسلامية الجديدة في إيران، واصلت دهقاني تأييد حرب العصابات ضد الحكومة الجديدة. في عام 1979، إلى جانب عدد قليل من الفدائيين، انشقت دهقاني عن فدائيي خلق وشكلت منظمة فدائيي خلق، التي واصلت كفاحها المسلح الحكومة. بعد قمع التمرد الكردي في إيران في عام 1979، فرت دهقاني إلى جانب فصيلها من البلاد إلى أوروبا، حيث يفترض أنها تعيش في السر.

## سيرة حياتها

### نشأتها
في عام 1949، ولدت دهقاني لأسرة من الطبقة العاملة في أذربيجان الإيرانية. وترعرعت في أسرة تقدمية سياسيًا، حيث أخبرها والداها منذ طفولتها قصصًا عن جمهورية أذربيجان الشعبية التي دامت لفترة قصيرة. في المدرسة، نالت دهقاني سمعة محرض سياسي، وأبلغت معلمتها الخاصة السافاك عن ذلك لكتابتها مقالة تنتقد الجمهورية البهلوية. بعد تخرجها في المدرسة، أصبحت دهقاني مدرسة في قرية فقيرة في أزيري.
وعلى الرغم من أنها أسدت وعدًا للسافاك بأنها ستتوقف عن النشاط السياسي، واصلت دهقاني تحريضها السياسي تحت جناح شقيقها بيهروز الذي كان يكبرها سنًا وصديقه الناقد الاجتماعي الإيراني ساماد بيهرانجي. خلال أواخر الستينيات من القرن العشرين، انضمت دهقاني إلى شقيقها في تنظيم فدائيي خلق، لتكون المرأة الوحيدة في لجنته المركزية.

### السجن
في 8 فبراير من عام 1970، شن فدائيو خلق هجومهم الأول على الجمهورية البهلوية، بمهاجمتهم للدرك في سياهكل. في الفترة التي أعقبت الهجوم، تزايدت الأعمال الثورية في إيران، والتي رد عليها السافاك بأعمال قمع عنيف. واصلت دهقاني نشاطها، وفي 13 من شهر مايو من عام 1971، اعتقلت من قبل السافاك وحكمت بالسجن لمدة 10 أعوام. خلال الفترة التي أمضتها في سجن إيفين، ذكرت أنها تعرضت للتعذيب والاغتصاب من قبل السافاك بصورة منتظمة. ورفضت التعاون مع المحققين ببقائها صامتة. في إحدى المرات، حاولوا تعذيبها بإطلاق ثعبان على جسدها، متوقعين أن يخيفها ذلك، إلا أن ذلك لم يساعد على انتزاع أي إجابة منها. واستخلصت في وقت لاحق من تجربتها تلك أن معذبيها كانوا يعتقدون أن النساء ضعيفات، «إلا أنهم لم يفهموا لماذا هن ضعيفات وأي نوع من النساء كن كذلك».
خلال فترة حكمها، تمسكت دهقاني بإيمانها المستند إلى المادية التاريخية بحتمية الثورة الاجتماعية. وطورت أيضًا تحليلًا لسلطوية الجمهورية البهلوية، وتوصلت إلى أن النظام كان ضعيفًا بطبيعته مع عدم قدرته على قمع التمرد حتى من خلال التعذيب. وأشارت أيضًا إلى التمييز الطبقي الذي كان السافاك يعامل فيه النساء الآتيات من طبقات اجتماعية مختلفة إذ تعرضت عاملات الجنس لمعاملة سيئة من قبل الحراس في حين حصلت المعارضات من الطبقة العليا على زنازين خاصة مفروشة بالكامل، وتحدثت عن الكراهية التي أظهرتها النسوة السجينات حيال أشرف بهلوي خلال زيارتها. وفي حين أنها توصلت إلى أن نساء الطبقة العاملة «تعرضن لاستغلال مضاعف»، أشارت دهقاني إلى أن النساء اللواتي كن يمتلكن وعيًا طبقيًا كن بحاجة إلى شريك ذكر يمتلك وعيًا طبقيًا لكي يتمكنوا سويًا من بناء مجتمع لا طبقي. وبذلك أقامت دهقاني تباينًا بين «نساء رجعيات» و«نساء بشر»، وادعت أن الأخيرات هم نساء انخرطن في الصراع الطبقي بهدف تحقيق الحرية والمساواة الاجتماعية.